# کریستین ترومبتا
کریستین ترومبتا (انگلیسی: Cristian Trombetta؛ زادهٔ ۱۵ اکتبر ۱۹۸۶) بازیکن فوتبال اهل آرژانتین است.
از باشگاه‌هایی که در آن بازی کرده‌است می‌توان به باشگاه فوتبال اتلتیکو تیگره، باشگاه فوتبال آرسنال ساراندی، و باشگاه فوتبال لیتشوئس اشاره کرد.